# Șinteu
Șinteu é uma comuna romena localizada no distrito de Bihor, na região histórica da Crișana (parte da Transilvânia). A comuna possui uma área de 49.33 km² e sua população era de 1231 habitantes segundo o censo de 2007.